# Западный Мартиг
За́падный Марти́г (фр. Martigues-Ouest) — кантон во Франции, находится в регионе Прованс — Альпы — Лазурный Берег, департамент Буш-дю-Рон. Входит в состав округа Истр.
Код INSEE кантона — 1350. Всего кантон Западный Мартиг входит 2 коммуны, из них главной коммуной является Мартиг.
Население кантона на 2008 год составляло 27 410 человек.

## Коммуны кантона
| Коммуна    | Население, чел. (1999) | Почтовый индекс | Код INSEE |
| ---------- | ---------------------- | --------------- | --------- |
| Мартиг     | 10 268                 | 13500           | 13056     |
| Пор-де-Бук | 16 686                 | 13110           | 13077     |